# Tàxon zombi

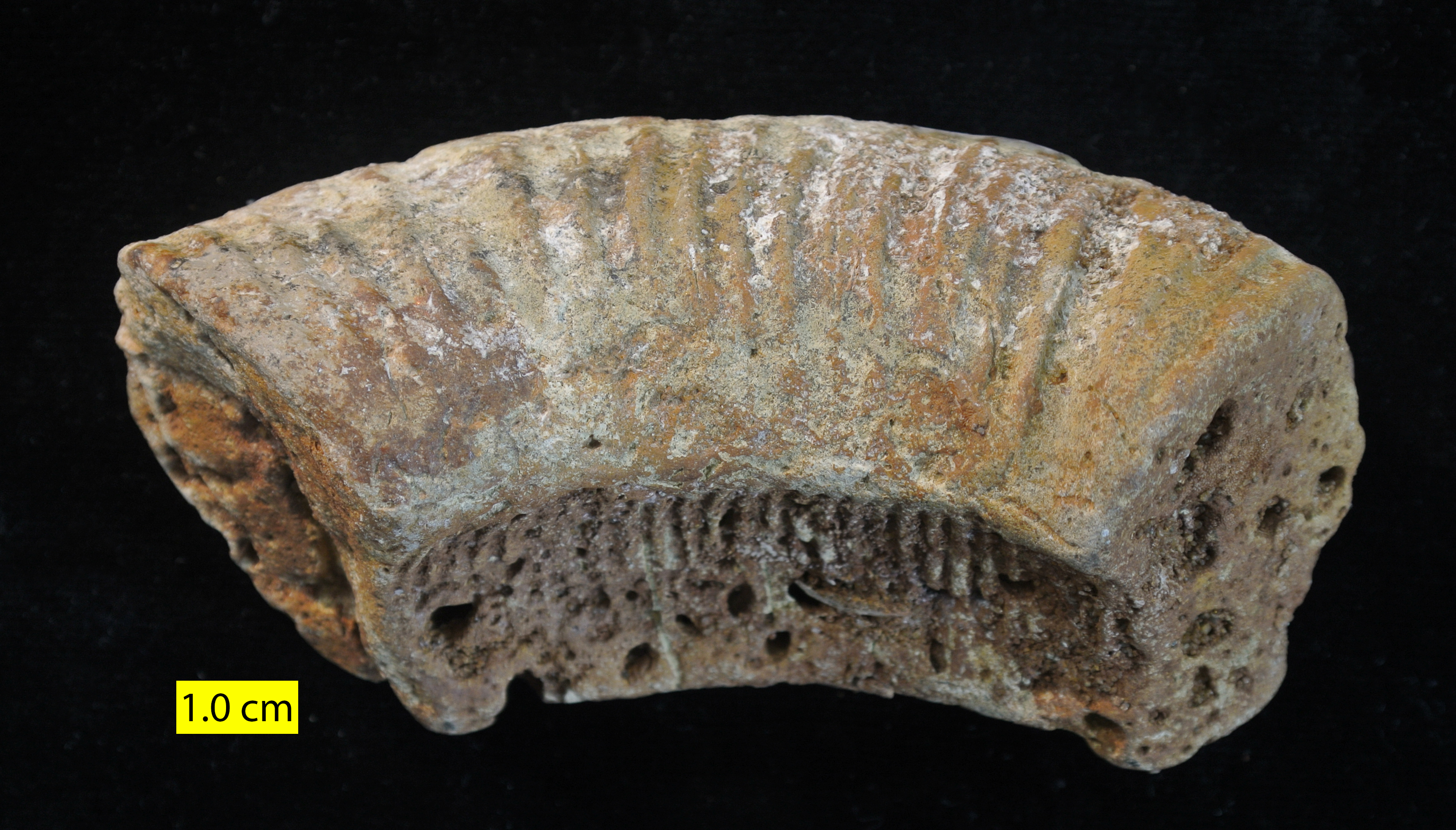
Motle intern d'un ammonit bioerosionat del Juràssic i reelaborat en un sediment del Cretaci, per això el tàxon que l'identifica és un «tàxon zombi» o remanié. Formació de Farringdon, Anglaterra

En paleontologia, un tàxon zombi o l'efecte zombi són termes informals que es refereixen a un tàxon els fòssils del qual han estat trobats en capes més recents que les que corresponen a la durada real del tàxon del qual provenen. Això pot succeir en casos de reelaboració tafonòmica, quan un fòssil és extret i desplaçat del seu jaç original per erosió i redipositat en sediments més recents. L'apel·latiu de zombi s'empra perquè és un fòssil que, per error i en observar la seua presència en el sediment més recent, s'interpreta que l'organisme del qual prové estava viu en una determinada època, quan en realitat podria portar milions d'anys extint. Quan això ocorre, el fòssil es descriu com un «fòssil reelaborat» o remanié.
Els termes «efecte zombi» i «tàxon zombi» els proposà Archibald J. David al 1996.
La tafonomia aporta eines per identificar aquests casos de reelaboració tafonòmica, atenent els encrostissaments, diferències entre la naturalesa de la matriu del farciment i la del sediment, farcits geopetals incongruents, senyals d'abrasió o bioerosió, entre d'altres.